# Campanario de Los Dominicos (San Mateo)
La torre campanario de Los Dominicos de la localidad de San Mateo (Provincia de Castellón, España) fue construida en 1737 aproximadamente, y perteneciente al antiguo convento de Santo Domingo, que fue fundado en 1360 por el Maestre de Montesa Pedro de Thous. 
La primera guerra carlista provocó la ruina definitiva del convento y su venta a particulares durante la primera desamortización de Mendizábal; el solar fue convertido en almacenes y fábricas.
Se trata de una torre campanario de planta cuadrada. Los muros son de mampostería con revocos de sillería. En el último cuerpo aparece un escudo con la cruz de Montesa y una inscripción que indica el año 1737. 